# Мери Кери
Мери Кери (на английски: Mary Carey) е артистичен псевдоним на американската порнографска актриса Мери Елън Кук (Mary Ellen Cook), родена на 15 юни 1980 г. в Кливлънд, щата Охайо, САЩ.
През 2006 г. участва в един епизод от първия сезон на телевизионното реалити шоу „Моята гола дама“, излъчвано по канал на телевизия Фокс

## Награди и номинации
Зали на славата
- 2013: AVN зала на славата.[4]

Носителка на награди
- 2004: XRCO награда за медиен любимец.[5]